# جايسون ولف
جايسون ولف (بالإنجليزية: Jason Wolfe)‏ هو لاعب هوكي الجليد أمريكي، ولد في 26 نوفمبر 1977 في كوليج بارك في الولايات المتحدة.

## وصلات خارجية
- جايسون ولف على موقع دوري الهوكي الوطني (الإنجليزية)
- جايسون ولف على موقع EliteProspects.com (الإنجليزية)
- جايسون ولف على موقع HockeyDB.com (الإنجليزية)